# Cattedrale di Durham
La cattedrale di Cristo, della Beata Vergine Maria e di San Cutberto di Durham (in inglese: Cathedral Church of Christ, Blessed Mary the Virgin and St Cuthbert of Durham), più semplicemente nota come cattedrale di Durham, sita nella città di Durham, Inghilterra, venne fondata nel 1093 e completata sostanzialmente entro il 1133; è tuttora un importante centro del Cristianesimo. Solitamente indicata come uno dei migliori esempi di cattedrale normanna dell'Europa, è stata infatti nominata patrimonio dell'umanità dall'UNESCO insieme con il castello di Durham, che fronteggia il Palazzo Green sopra il fiume Wear.
La cattedrale ospita il santuario e le reliquie di san Cutberto, un santo del settimo secolo. Al suo interno si trova anche la testa di sant'Osvaldo di Northumbria ed i resti di san Beda il Venerabile. È possibile salire lungo i 325 gradini fino alla cima del campanile di 66 metri per godere di una vista di tutta Durham e dell'area circostante. La chiesa ospita le funzioni religiose cantate dal coro della cattedrale. A parte il lunedì, ed alcune ferie, il coro canta ogni giorno.
I vescovi di Durham erano dei principi-vescovi molto potenti fino alla metà del XIX secolo. Il titolo di vescovo di Durham è anche oggi il quarto più importante della Chiesa anglicana, ed i cartelli stradali dell'odierna contea di Durham contengono la scritta "Land of the Prince Bishops" (terra dei principi vescovi). Nella cripta della cattedrale di Durham si trova una reliquia della battaglia tra John Conyers e il drago di Sockburn, una spada a una mano secondo la tradizione è stata usata da Ser Johan Conyers per uccidere il drago.

## Storia

### Sassoni

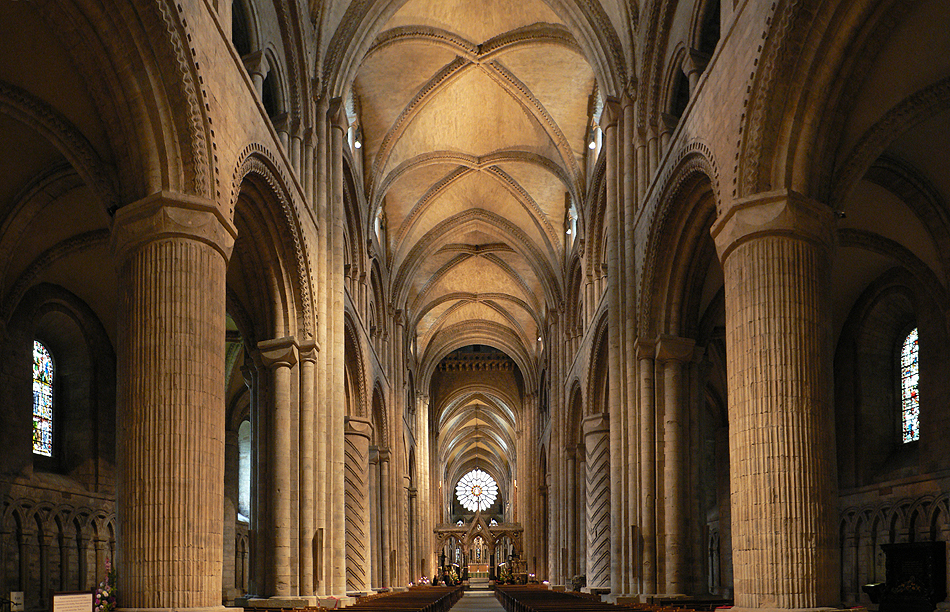
Interno

La sede vescovile di Durham nasce dalla diocesi di Lindisfarne, fondata da Sant'Aidan per conto di Sant'Osvaldo di Northumbria intorno al 635. La sede resse fino al 664, anno in cui venne spostata a York. La sede venne ripristinata nel 678 dall'arcivescovo di Canterbury. A Lindisfarne nacquero numerosi santi, in particolare San Cutberto fu fondamentale per lo sviluppo della cattedrale di Durham.
In seguito a numerose incursioni dei vichinghi i monaci lasciarono Lindisfarne nell'875, portando con sé le reliquie di San Cutberto. La diocesi di Lindisfarne rimase itinerante fino all'882, quando una comunità si ristabilì a Chester-le-Street. Questo luogo ospitò la sede vescovile fino al 995 quando altre incursioni fecero fuggire di nuovo i monaci con le reliquie. Secondo una leggenda locale, i monaci seguirono due inservienti che cercavano una mucca marrone, arrivando ad una penisola formata da un'ansa del fiume Wear. In questo luogo la bara di San Cutberto divenne immobile, e venne preso come un segno che il nuovo santuario potesse essere costruito in quel luogo. Esistono ragioni più logiche per la scelta della penisola, tra cui la posizione facilmente difendibile ed il fatto che la terra era sotto la protezione dello Jarl di Northumberland dal momento che il vescovo dell'epoca, Aldhun, aveva forti legami familiari con il duca. Ciononostante, la strada che conduce dal Bailey alla cattedrale si chiama Dun Cow Lane ("dun cow" significa "mucca marrone").
All'inizio venne eretta una struttura molto semplice usando il legname del posto per ospitare le reliquie di Cutberto. Il santuario venne trasformato in un'opera più resistente (probabilmente in legno) noto come "Chiesa Bianca" (White Church). Questa chiesa venne a sua volta rimpiazzata tre anni dopo, nel 998, da un edificio in pietra a cui venne assegnato lo stesso nome; nel 1018 mancava da completare solo la torre occidentale. Durham divenne presto un luogo di pellegrinaggio, incoraggiato dal culto crescente di San Cutberto. Re Canuto fu uno dei primi pellegrini, e donò molti privilegi e terre alla comunità di Durham. La posizione difendibile, i soldi portati dai pellegrini e la potenza insita nella chiesa fecero in modo che attorno alla cattedrale nascesse un centro abitato che ora è il nucleo della città moderna.

### Medioevo

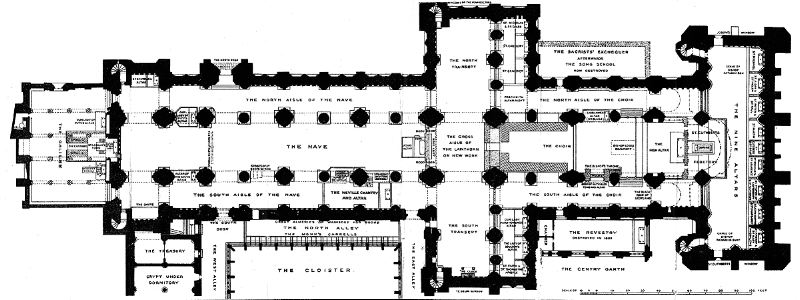
Pianta della Cattedrale di Durham

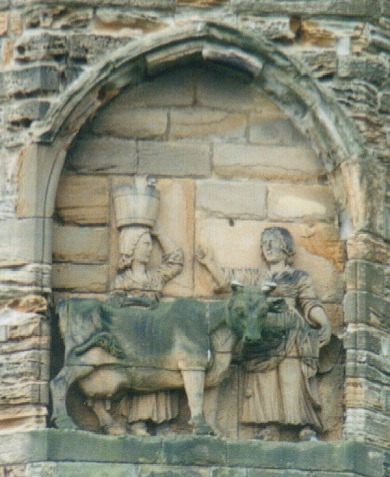
La leggenda della fondazione di Durham illustrata sulla Cattedrale

L'attuale cattedrale venne progettata e costruita sotto il primo principe vescovo, Guglielmo di San Calais. La costruzione iniziò nel 1093, nonostante Guglielmo morì prima del completamento della prima fase, nel 1135, passando la responsabilità al successore Ranulf Flambard. L'edificio è famoso per le volte a coste del soffitto della navata, con archi traversi sostenuti da pilastri relativamente sottili e da possenti colonne, e per gli archi rampanti ed il triforio sopra le navate. Queste caratteristiche precorrevano l'architettura gotica che avrebbe invaso la Francia settentrionale pochi decenni dopo, sicuramente dovute ai mastri edili normanni, nonostante l'edificio sia considerato in stile romanico. Fu il sapiente uso di archi rampanti e volte a coste che permise di coprire un edificio con una pianta di una complessità mai vista prima di quel momento. Il contrafforte rese possibile la costruzione di edifici alti e l'uso di ampie finestre.
La tomba di San Cutberto si trova ad est e ai tempi era uno splendido monumento in marmo e oro.
Nel dodicesimo secolo il vescovo Hugh de Puiset aggiunse la Galilee Chapel sul lato occidentale della cattedrale. Questa cappella è nota anche con il nome di Lady Chapel e contiene i resti di Beda il Venerabile e del vescovo Langley, la cui tomba mura la Grande Porta Occidentale (Great West Door) della cattedrale.
Guglielmo di San Calais, Ranulf Flambard e Hugh de Puiset sono stati tutti seppelliti nella Chapter House della cattedrale, che si trova nella zona opposta ai chiostri e può essere datata al 1140.
Il tredicesimo secolo vide la costruzione della Cappella dei Nove Altari (Chapel of the Nine Altars), sul lato orientale, iniziata sotto Richard le Poore (1228-1237). La torre principale di quel periodo venne distrutta da un fulmine, e quella attuale è quindi databile al quindicesimo secolo.

### Dissoluzione
La tomba di Cutberto venne distrutta per ordine di Enrico VIII nel 1538, ma sopravvisse sotto forma di modesta lapide in pietra. Due anni dopo, nel 1540, il monastero benedettino di Durham venne dissolto, nonostante i chiostri si siano ben conservati, ed il suo ultimo priore, Hugh Whitehead, divenne il primo decano della cattedrale.

### 1600-1900
Nel 1650 la cattedrale di Durham venne convertita in campo per i prigionieri di guerra ed ospitò i prigionieri scozzesi dopo la battaglia di Dunbar (3 settembre 1650). Molti dei 5000 prigionieri morirono sulla strada per la cattedrale o al suo interno. I loro corpi vennero sepolti in tombe anonime. I sopravvissuti vennero spediti nelle Indie occidentali, in Virginia e in Massachusetts. Circa 150 prigionieri scozzesi vennero mandati a Berwick nel dicembre 1650.
La Cappella dei Nove Altari vanta un grande rosone seicentesco, ricostruito nel diciottesimo secolo, ed una statua di William Van Mildert, ultimo principe-vescovo (1826-1836) nonché una delle persone che più contribuirono alla nascita della Durham University.

### Ventesimo secolo ed oltre
Nel 1986 la cattedrale ed il vicino castello divennero patrimonio dell'umanità. Il comitato dell'UNESCO dichiarò che "La Cattedrale di Durham è l'esempio più grande e perfetto di monumento di stile Normanno dell'Inghilterra".
Oggi la cattedrale è sede del vescovo di Durham. La cattedrale è stata anche mostrata nei film di Harry Potter quale Scuola di Magia e Stregoneria di Hogwarts, dove è stata aggiunta una guglia in cima alla famosa torre in modo da farla sembrare ancora più imponente. Gli interni della cattedrale vennero usati nel film del 1998 Elizabeth e ospitarono una intensa scena del film The Old Oak di Ken Loach nel 2023. Nel 1996 la Great Western Doorway fu il set del video di Bill Viola, The Messenger.

## Musica

### Organi a canne
L'organo a canne principale della cattedrale è stato costruito nel 1877 da Henry Willis e poi più volte restaurato e modificato dalla ditta organaria Harrison & Harrison nel corso del XX secolo. Lo strumento, a trasmissione elettro-pneumatica, si compone di due corpi, collocati, contrapposti, nella seconda campata del coro, al disopra degli stalli lignei. Le facciate anteriori dei due corpi sono gemelle: la cassa, riccamente scolpita, è limitata al basamento e la mostra è composta da 29 canne di principale dipinte e disposte in cuspide con ali laterali. La consolle, a finestra, è situata nel corpo di destra; essa possiede quattro tastiere di 58 note ciascuna ed una pedaliera concavo-radiale di 32.
Nella cattedrale si trova anche l'organo positivo Lammermuir opus 45, realizzato nel 2003, a 4 registri.

### Organisti
- 1557 John Brimley
- 1576 William Browne
- 1588 Robert Masterman
- 1594 William Smyth
- 1599 William Browne
- 1609 Edward Smyth
- 1612 Mr Dodson

- 1614 Richard Hutchinson
- 1661 John Foster
- 1677 Alexander Shaw
- 1681 William Greggs
- 1710 James Hesletine
- 1763 Thomas Ebdon
- 1811 Charles E. J. Clarke

- 1813 William Henshaw
- 1862 Philip Armes
- 1907 Rev Arnold D. Culley
- 1933 John Dykes Bower
- 1936 Conrad Eden
- 1974 Richard Lloyd
- 1985 James Lancelot

## Citazioni
(Sir Nikolaus Pevsner, The Buildings of England)
(Nathaniel Hawthorne, The English Notebooks)
(Bill Bryson, Notes from a Small Island)
(Sir Walter Scott, Harold the Dauntless, un poema sui sassoni ed i vichinghi ambientato nella contea di Durham.)

## Galleria d'immagini

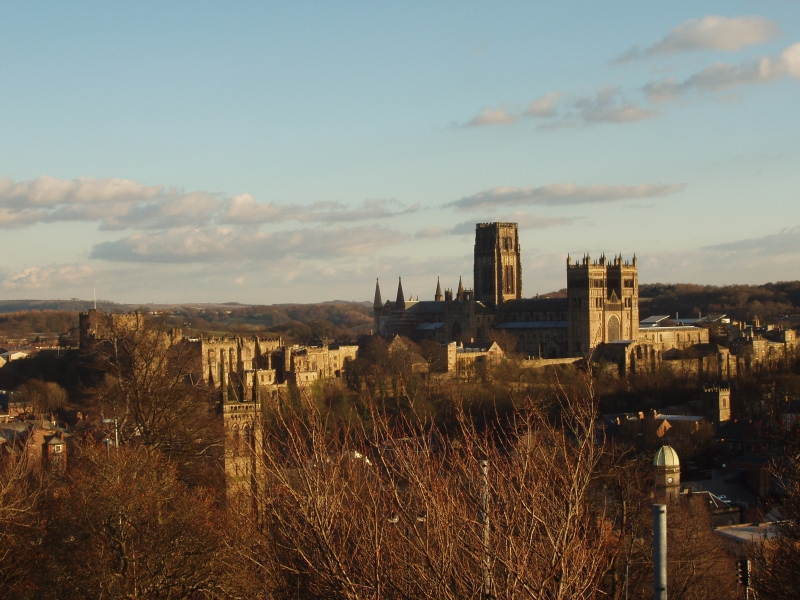
La cattedrale di Durham ed il suo castello.
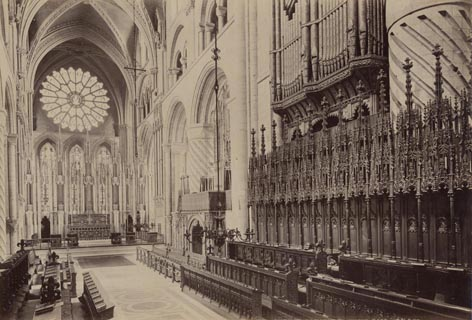
Il coro nel 1890.
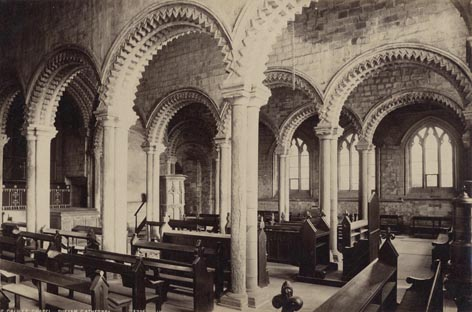
La Gallilee Chapel nel 1890.
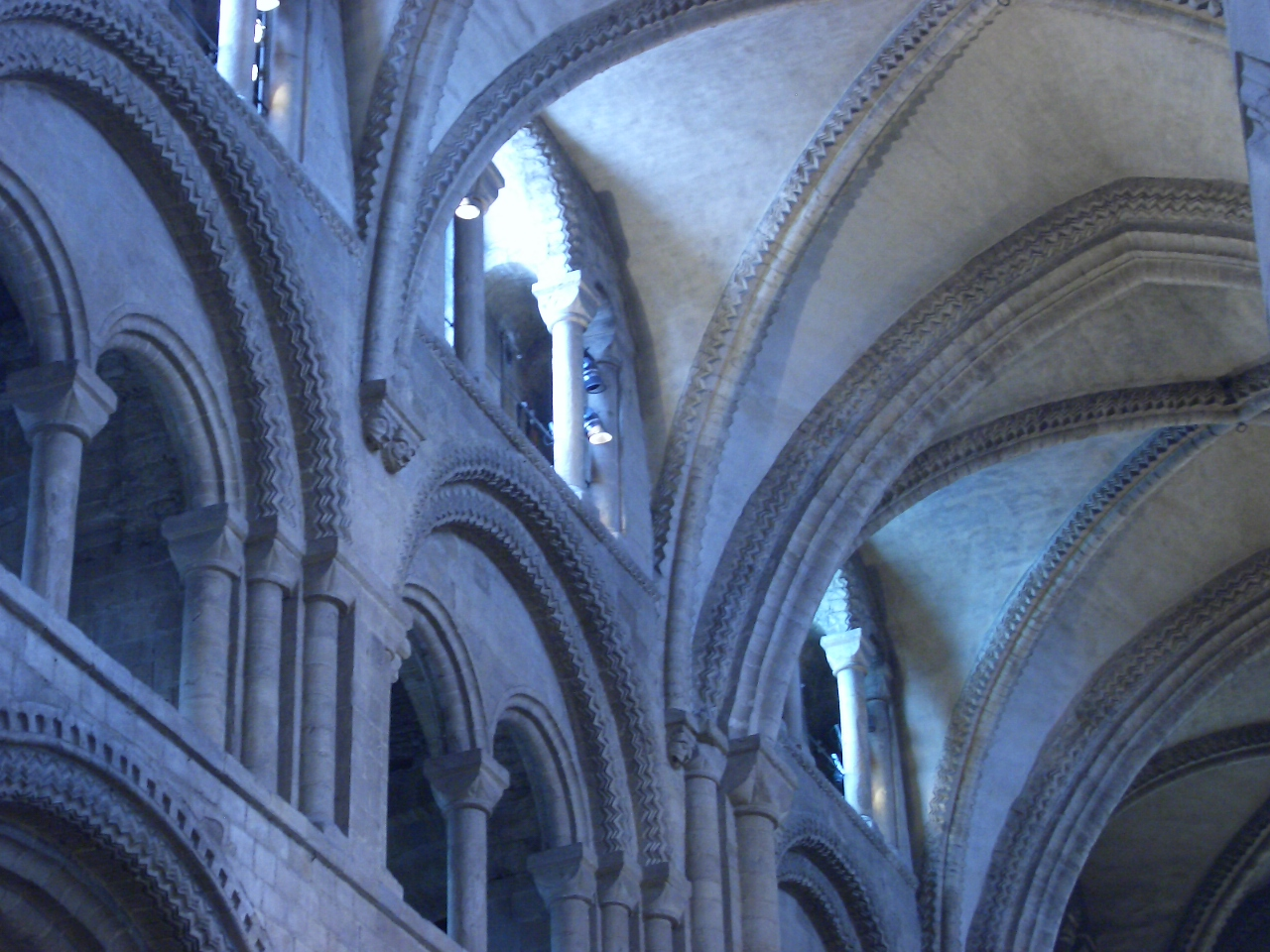
Gli interni
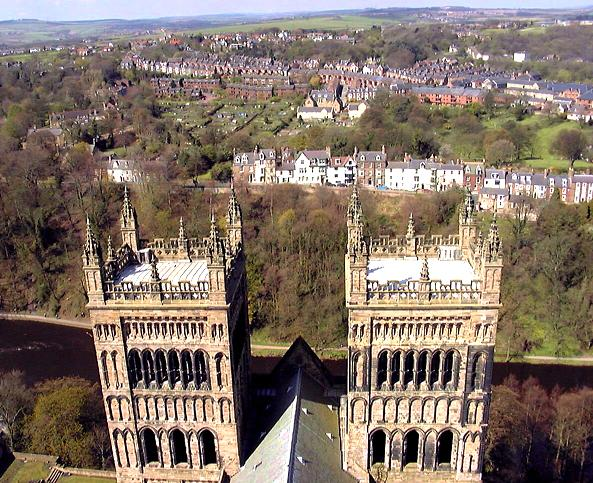
Vista occidentale presa dalla Torre Principale
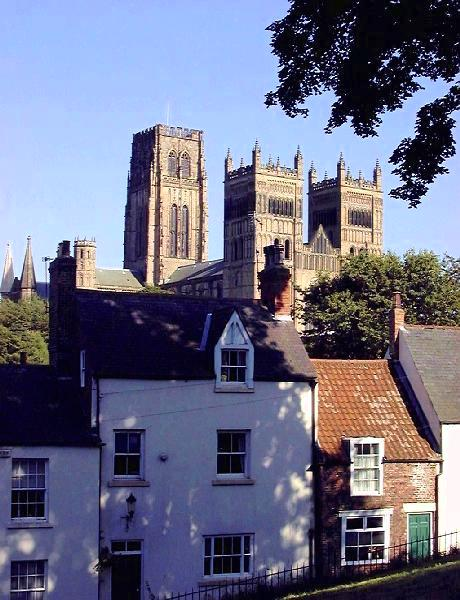
Vista dal giardino di Santa Margherita
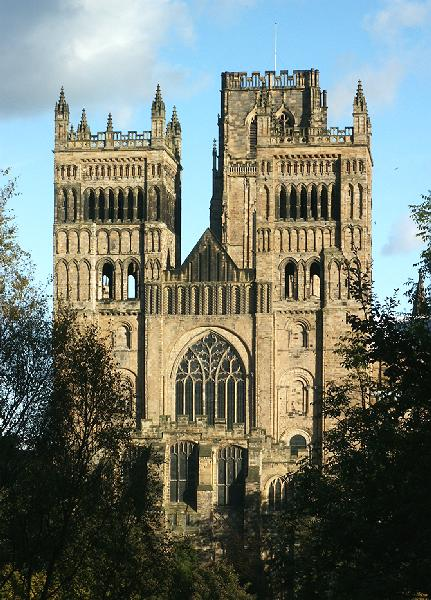
Vista da South Street
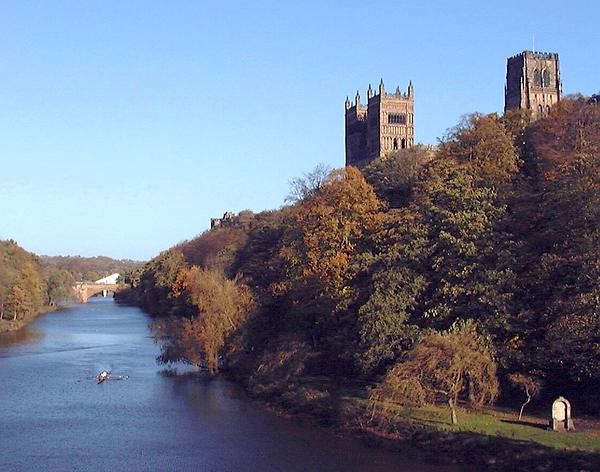
Vista da Prebends Bridge
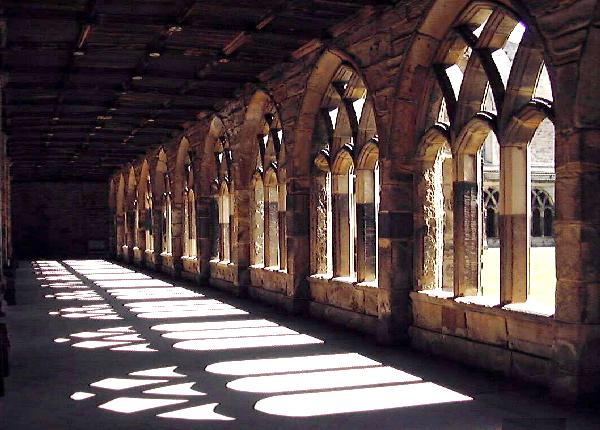
I chiostri della cattedrale
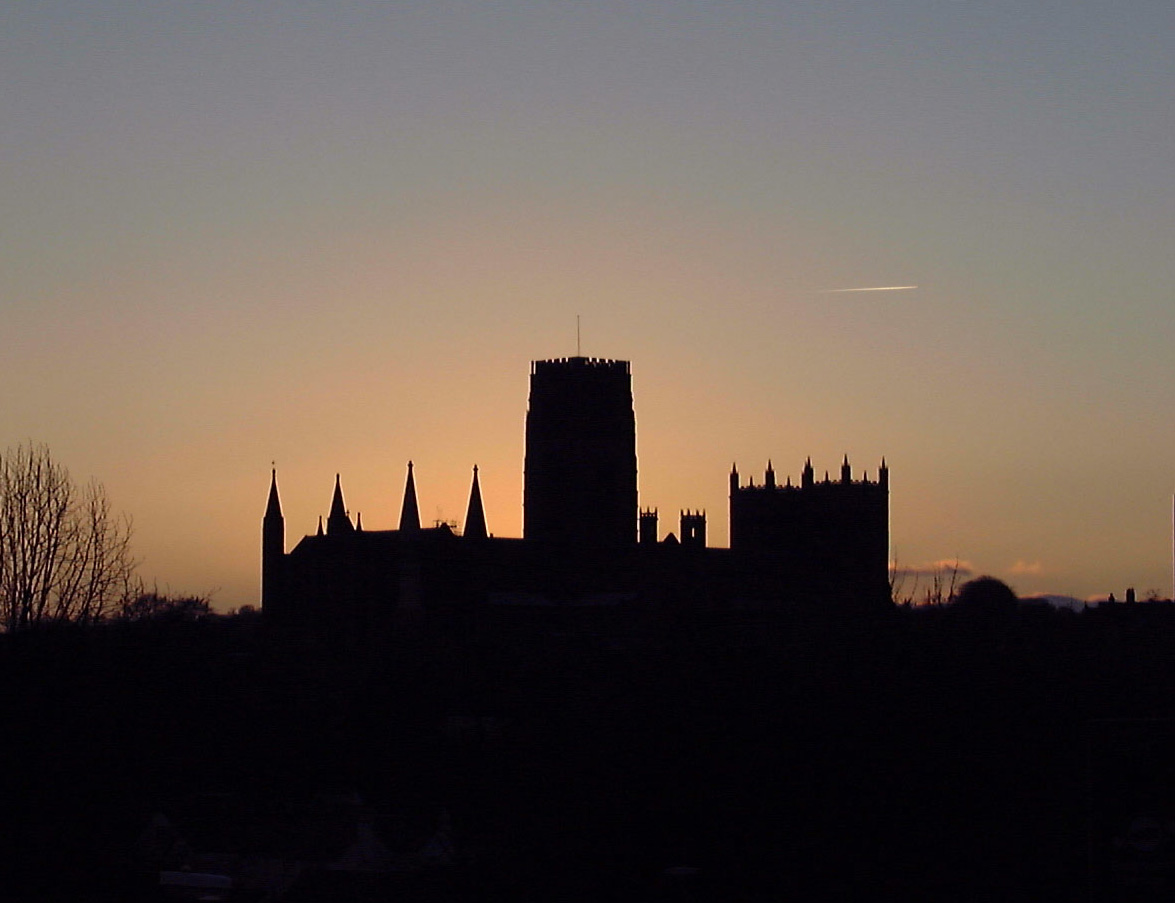
La cattedrale al tramonto
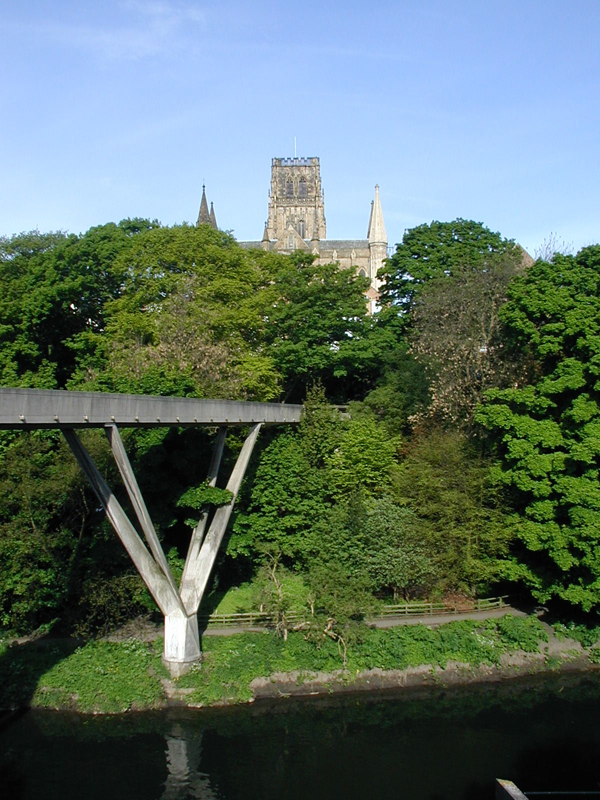
Vista dalla Durham Students' Union
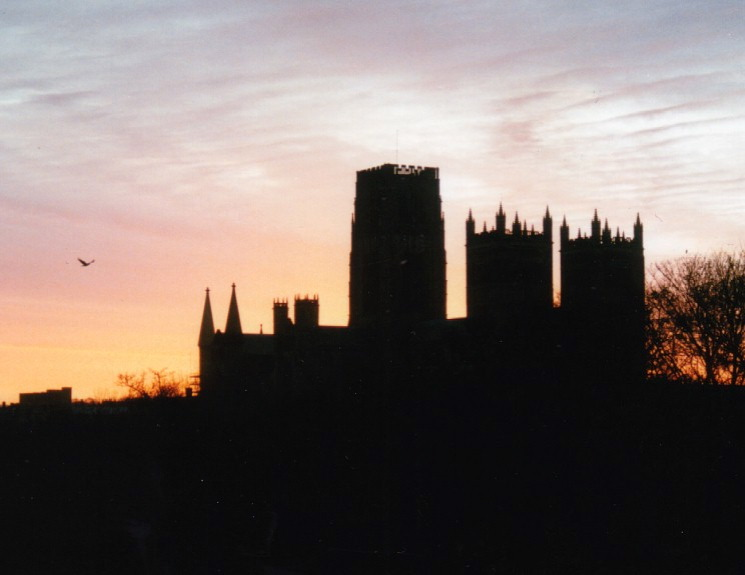
La cattedrale all'alba
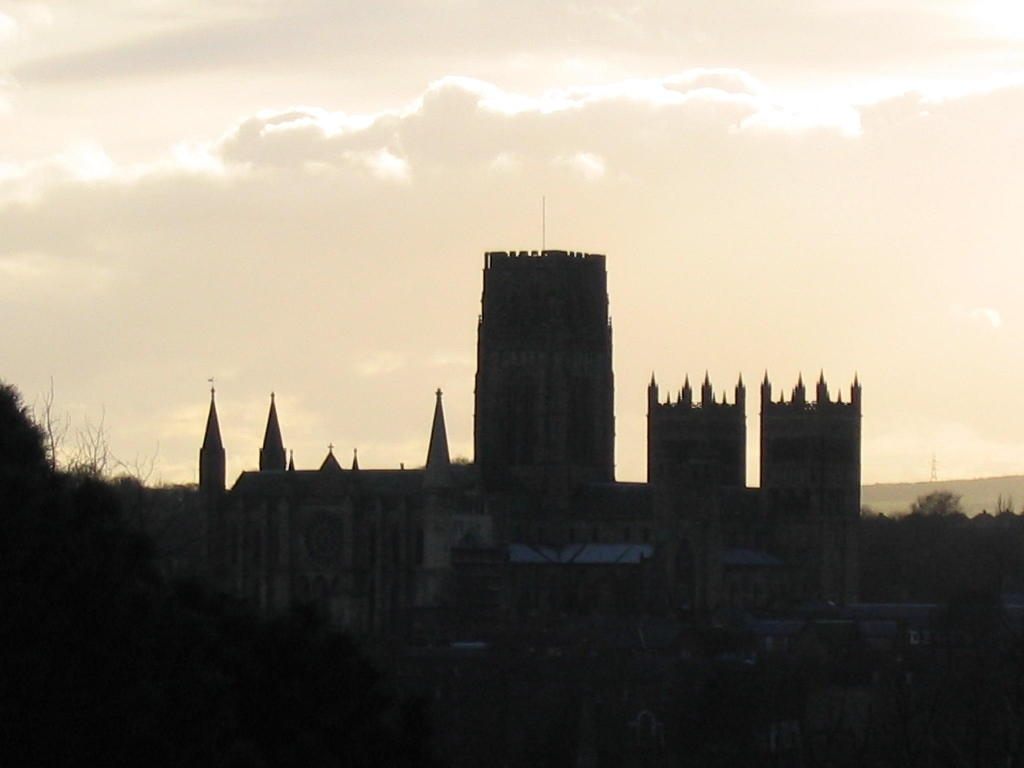
Il profilo della Cattedrale di Durham al tramonto
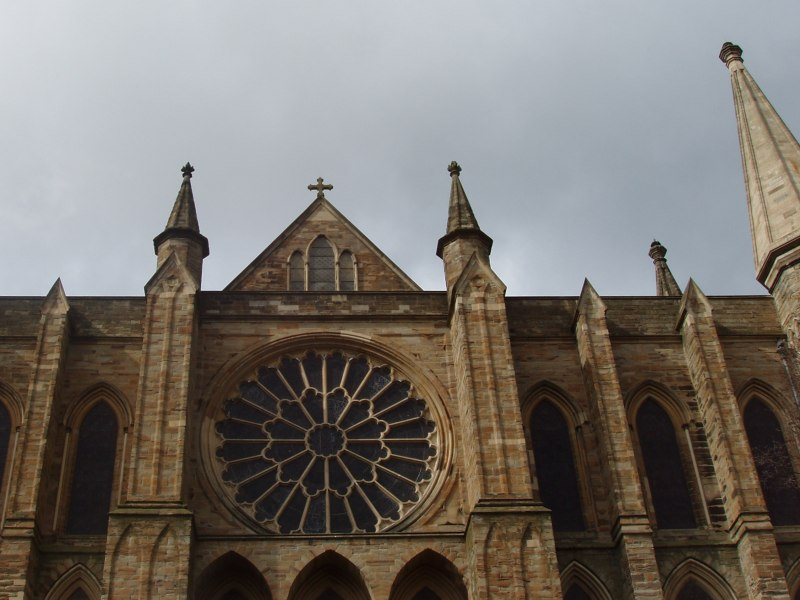
Il rosone della Cappella dei Nove Altari
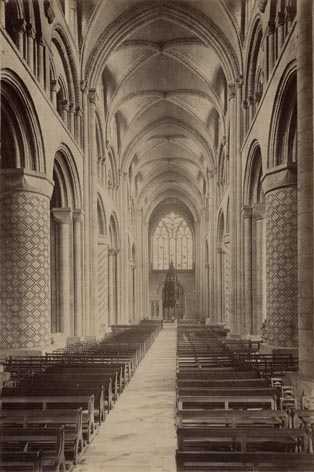
La navata principale nel 1890